# ANNNI-Modell
Die Abkürzung ANNNI-Modell steht für axial next-nearest neighbor Ising model. Es handelt sich um eine Variante des in der Statistischen Mechanik bekannten Ising-Modells.
Im ANNNI-Modell wird angenommen, dass zusätzlich zur ferromagnetischen Ising-Kopplung zwischen benachbarten Spins längs einer ausgewählten Achse eines Kristallgitters zwischen übernächstbenachbarten Spins eine konkurrierende, also antiferromagnetische  Wechselwirkung herrscht. Dies führt zu Frustration. Das Modell beschreibt insbesondere komplizierte räumlich modulierte, mit der Kristallgitterstruktur kommensurable oder inkommensurable magnetische Überstrukturen sowie Phasenübergänge zwischen solchen Strukturen.
Die Eigenschaften des Modells sind nicht nur von theoretischem Interesse, sondern ermöglichen auch eine Interpretation zahlreicher Experimente, u. a. zu Phasendiagrammen von Magneten, Legierungen und Adsorbaten. Das ANNNI-Modell ist als Ausgangspunkt für Beschreibungen in sehr verschiedenen Gebieten verwendet worden, die von Strukturen des Cortex bis zur Quanteninformation und der Untersuchung von Quantenphasenübergängen reichen.
Das Modell wurde in der physikalischen Fachliteratur erstmals 1961 in einer Arbeit von Roger James Elliott, Universität Oxford, erwähnt. Eine erste genaue Analyse des Phasendiagramms wurde von Michael E. Fisher und Walter Selke durchgeführt, die auch dem Modell seinen heutigen Namen gaben. Weitere wichtige Analysen gelangen u. a. Per Bak und Jacques Villain.